# إبراهيم الأول
إبراهيم الأول بن أحمد الأول (5 نوفمبر 1615 م - 18 أغسطس 1648م) الخليفة العثماني الثامن عشر. جلس السلطان على العرش بعد وفاة أخيه السلطان مراد الرابع في (16 من شوال 1049 هـ – 9 فبراير 1640 م) حتى 12 أغسطس 1648، وكان في الخامسة والعشرين من عمره، وقضى فترة إمارته في عهد أخويه عثمان الثاني ومراد الرابع بعيدًا عن أي مهام، وشاهد مقتل إخوته الأربعة الكبار، وبقي ينتظر مثل مصيرهم، وهذا جعله غضوبًا ومضطربًا لا يستقر على شيء، كما أنه لم يكمل تحصيله العلمي، ولم تتوافر له المهارة العسكرية بسبب العزلة التي فرضت عليه. 
حاول في بداية حكمه أن يكون مثل أخيه السلطان مراد الرابع، ولكن لم تكن له صفاته؛ فاضطربت أمور الدولة، وتوالى عزلُ الصدور العظام أو قتلهم، ولأن الدولة كانت قد استعادت هيبتها في عهد سلفه مراد الرابع فإن قصور إمكانات السلطان وضعف سياسته لم تؤثر تأثيرًا قويًّا في جسد الدولة الكبير. أطلق عليه المؤرِّخون لاحقًا اسم إبراهيم المجنون نظرًا لحالته النفسية غير المستقرَّة التي كانت حُجَّة لخلعه. وخلَفَه في الحكم ابنه السلطان محمد الرابع.

## نسبه وأسرته
إبراهيم الأول بن أحمد الأول بن محمد الثالث بن مراد الثالث بن سليم الثاني بن سليمان القانوني بن سليم الأول بن بايزيد الثاني بن محمد الفاتح بن مراد الثاني بن محمد الأول جلبي بن بايزيد الأول بن مراد الأول بن أورخان غازي بن عثمان بن أرطغرل.
وهو شقيق كل من السلطان عثمان الثاني، والأمير محمد، والأمير قاسم، والسلطان مراد الرابع. وعمُّه هو السلطان مصطفى الأول.  

### زوجاته
- لطيفة خاتون
- ترخان خديجة سلطان
- صالحة دل آشوب سلطان
- خديجة معزز سلطان
- شويكار خاتون
- تللي هوماشاه سلطان
- ساجبالي خاصكي

### أبناؤه
- الأمير عثمان: ولد قبل استلام والده الحكم فلم يعترف به كأمير شرعياً والدته هي لطيفة خاتون.
- السلطان محمد الرابع. استلم العرش، والدته هي ترخان خديجة سلطان
- السلطان سليمان الثاني. استلم العرش، والدته هي صالحة دل آشوب سلطان
- السلطان أحمد الثاني.استلم العرش، والدته هي خديجة معزز سلطان.
- الأمير أورهان.والدته هي تللي هوماشاه سلطان توفي بعهد محمد الرابع بسن صغيرة.
- الأمير أحمد. توفي بعهد والده بسن السنة والدته هي خديجة معزز سلطان
- الأمير سليم. توفي صغيرا والدته هي ترخان خديجة سلطان.

### بناته
- السلطانة جوهرخان
- فاطمة سلطان
- بيهان سلطان
- عاتكة سلطان

## تنصيب السلطان إبراهيم
توفي السلطان مراد الرابع ولم يترك أولادا فذهبت ولاية عهده إلى أخيه إبراهيم الذي كان مسجونا آنذاك، وعندما اندفعت الحاشية المالكة لتهنئ السلطان الجديد، ظن أنهم يريدون قتله وأنها مكيدة من أخيه لاختبار ولائه، فرفض الملك وأعرض عنهم وقال لهم بأنه يفضل السجن ولم يصدقهم حتى قابلته أمه ومعها جثة السلطان مراد، فتيقن من الخبر ورضي أن يتولى سدة الخلافة، وتقلد سيف عثمان بن أرطغرل في مسجد أبي أيوب الأنصاري، وكان مما خطب أنه قال: الحمد لله اللهم جعلت عبداً ضعيفاً مثلي لائقاً لهذا المقام، اللهم أصلح وأحسن حال شعبي مدة حكمي.

## سياسته الداخلية
وكان مما ترتب على ضعف السلطان ما عرف بـ«سلطنة الحريم»، وهو تدخل سيدات الحرم السلطاني في شئون الدولة، وتغلغل نفوذهن في أجهزة الحكومة، وبلغ تأثيرهن أثرا كبيرا وتمكن الصدر الأعظم قرة مصطفى باشا من الوقوف في وجههن والضرب بيد من حديد على المفسدين. تسببت قوة مصطفى باشا في وجه تدخل الحريم إلى وقوفه أمام والدة السلطان السلطانة كوسم التي كانت تريد أن تكون لها اليد العليا في البلاد، حرضت كوسم إبنها السلطان إبراهيم ضده تدريجياً حتى أمر الأخير بإعدامه.
كان السلطان مراد الرابع قد أجرى الكثير من الإصلاحات الداخلية كمحاربة الفساد وترويض الإنكشارية وتحديث الجيش، مما حدا بالخليفة الجديد لإصلاح النظام الاقتصادي وإعادة تنظيمه كما اتجه إلى الاقتصاد في نفقات الجيش والأسطول البحري.

## فتوحاته

### فتح جزيرة كريت
رغم الحالة السيئة التي كانت عليها أجهزة الحكومة، وتغلغل نفوذ نساء القصر؛ فإن الدولة ظلت قوية لم تتأثر كثيرًا بتخبط السلطان، وقام السلطان في وقت تيقظه وانتباهه لتبعات منصبه بغزو جزيرة كريت، وكان استقلالها عن نفوذ الدولة أمرًا يدعو للدهشة؛ فدولة كبرى مثل الدولة العثمانية التي لها أسطول دائم في المحيط الأطلسي تترك جزيرة كريت التي تقع في متناول يدها خاضعةً لجمهورية البندقية.
ونتيجة لهذا قررت الدولة الاستيلاء على جزيرة كريت، فأعلنت الحرب على البنادقة واعتقل كل البنادقة في البلاد، ودأب السلطان إبراهيم على زيارة الترسانة البحرية، والإشراف على الاستعدادات، وأعطى القيادة العليا لمشير البحر الوزير يوسف باشا، وتحركت الحملة باحتفال كبير في (5 من ربيع الأول 1055 هـ = 30 إبريل 1645م)، وكانت تضم 106 سفن و300 ناقلة جنود، وما يزيد على 70 ألف جندي، وفي الطريق توقفت في نافارين، ثم وصلت الحملة إلى كريت، وضربت حصارًا حول قلعة «كانية»، واستسلمت القلعة على الرغم من تحصينها وقوة دفاعاتها وذلك لعدم وصول أسطول البندقية في الوقت المناسب، غير أن الحملة لم تتمكن من السيطرة على الجزيرة كلها، وتركت قوة تعدادها 12000 جندي للمحافظة على كانية وحمايتها، ومواصلة فتح الأجزاء المتبقية في الجزيرة، وفي السنة التالية فرض العثمانيون حصارًا حول «كنديا» عاصمة الجزيرة، لكن حال دون فتحها تمرد الجنود الإنكشارية.
وفي أثناء الاشتباكات في جزيرة كريت قامت دولة البندقية بالرد على العثمانيين بالإغارة على عدد من ثغور المورة (اليونان)، وذكر المستشرقون في كتبهم أن الخليفة إبراهيم هاج لهذا الأمر واعتزم قتل جميع المسيحيين في إسطنبول، لولا أن وقف في وجهه «أسعد زاده» أبو «سعيد أفندي» شيخ الإسلام، وحذره من الإقدام على مثل هذا العمل، ولعل هذا الأمر مفترى على السلطان ولكنه يشهد على حسن سلوك شيخ الإسلام.

## خلعه وقتله
ازدادت أحوال الدولة سوءاً، واضطربت ماليتها، ونزع الانكشارية إلى التكتل والتدخل في شؤون الدولة، وحاول السلطان إبراهيم أن يقمع الفتنة، ويتخلص من زعماء الانكشارية بعد أن علا صوتهم، وازداد تدخلهم في شئون الدولة، وتركوا مهمتهم الأصلية في الدفاع عن الدولة ومهاجمة أعدائها إلى التذمر وانتقاض أعمال السلطان، والقيام بالسلب والنهب. وكانت تحركهم في ذلك والدته السلطانة كوسم ماه بيكر التي ترغب في أن تدير الدولة بنفسها بينما كان السلطان إبراهيم يمنعها من التدخل في شئون الدولة ويهددها بنفيها.
وعندما علم زعماء الإنكشارية بعزم السلطان، تحركوا سريعًا وأعلنوا ثورتهم، وعاونهم فيها شيخ الإسلام «عبد الرحيم أفندي» وبعض العلماء، واتفق الجميع على عزل السلطان وتولية ابنه «محمد الرابع»، ولم يكن قد أتم السابعة من عمره، ووقعت هذه الثورة في (18 من رجب 1058 هـ = 8 أغسطس 1648م)، وتحقق لهم خلع سلطان غير قدير إلى حد كبير، ولا يصلح لتولي مسؤولية دولة عظيمة كالدولة العثمانية، غير أن وجوده كان سيمنع –على الأقل- كثيرًا من التصرفات السيئة إذا ما قورن بالنتائج السيئة التي ستترتب على جلوس طفل صغير على عرش دولة كبيرة.
وبعد عشرة أيام من عزله قرر العصاة - الذين قاموا بهذه الفتنة - قتله حين تنادى بعض رجال الدولة بضرورة عودته، لكن ذلك لم يكن في صالحهم، وكان عمر السلطان حين قتل خنقًا قد بلغ الثالثة والثلاثين، وبدون علم السلطانة الوالدة «كوسم مهبيكر»، ودُفن في قبره الموجود في رواق جامع «آيا صوفيا» إلى جانب عمه «مصطفى الأول».

## مسلسل السلطانة قسم
تناول مسلسل «السلطانة قسم» من أجزائه الأربعة إبراهيم الأمير في الجزء الثاني والثالث، وإبراهيم الأول السلطان في الجزء الثالث والرابع.
ظهر إبراهيم بشخصية تخاف كثيرا وهذا راجع لما عايشه من إعدامات شنقا لإخوته مما جعل الخوف يسكنه، إلى أن تولى العرش لكنه ظهر بشخصية ناقصة ومخرفة لا يسير أمور دولته، بل يكتفي الوزراء بالاستعانة بالسلطانة الأم قسم.
إضافة لهذا كانت أخته التوأم عاتكة سلطان تقف بجانبه دائما في الأوقات العصيبة.